# Thouaré-sur-Loire
Thouaré-sur-Loire (bretonsko Tarvieg) je naselje in občina v francoskem departmaju Loire-Atlantique regije Loire. Leta 2012 je naselje imelo 8.398 prebivalcev.

## Geografija
Kraj leži v pokrajini Bretaniji na desnem bregu reke Loare, 10 km severovzhodno od Nantesa.

## Uprava
Občina Thouaré-sur-Loire skupaj s sosednjimi občinami Carquefou, Mauves-sur-Loire in Sainte-Luce-sur-Loire sestavlja kanton Carquefou; slednji se nahaja v okrožju Nantes.

## Zanimivosti
- Sv. Vincencij Zaragoški
- golobnjak

- neogotska cerkev sv. Vincencija Zaragoškega iz 60. let 19. stoletja,
- neoklasicistični dvorec Château de la Picauderie iz 18. stoletja,
- grad château de Thouaré, zgrajen v 10. stoletju verjeno na mestu galo-rimske vile, preurejen v 19. stoletju, golobnjak iz 15. stoletja je na seznamu francoskih zgodovinskih spomenikov od leta 1982.

## Pobratena mesta
- Homberg (Hessen, Nemčija);